# Burning Lights
Burning Lights è il dodicesimo album di Chris Tomlin (nono da solista) ed è stato pubblicato il 16 novembre 2011.

## Le canzoni
1. Burning Lights - 1:04
2. Awake My Soul (feat Lecrae) - 3:55
3. Whom Shall I Fear - 4:28
4. Lay Me Down - 4:45
5. God's Great Dance Floor - 3:39
6. White Flag - 4:34
7. Crown Him (Majesty) (feat Kari Jobe) - 5:13
8. Jesus, Son of God (feat Christy Nockels) - 4:28
9. Sovereign 4:36
10. Countless Wonders - 3:22
11. Thank You God for Saving Me (feat Phil Wickham) - 4:26
12. Shepherd Boy - 4:34

Durata: 48:55 